# Selasphorus rufus
El colibrí rufo (Selasphorus rufus), también denominado chispita rufa, zumbador rufo o zumbador canelo (en México), es una especie de ave apodiforme de la familia Trochilidae —los colibríes— perteneciente al género Selasphorus. Anida en el noroeste de América del Norte y migra hasta el suroeste de México en los inviernos boreales.

## Distribución y hábitat
Su área de nidificación se extiende desde el sur de Alaska, por el oeste de Canadá (la mayor parte de Columbia Británica y suroeste de Alberta) y noroeste de Estados Unidos (Washington, Oregón hasta el centro de Idaho, oeste de Montana y norte de California).
La migración de esta especie es una jornada prodigiosa para un ave de pequeño tamaño, volando por 3200 km. A partir del final de junio y julio migran a través de las Montañas Rocosas para pasar el invierno principalmente en el suroeste de México, pero también en pequeñas cantidades en la costa y sur de California, y desde Sinaloa, Chihuahua, sur de Texas y la costa del Golfo hasta el oeste de Florida) hacia el sur  por las tierras altas de México, a través de los estados de Sonora, Michoacán, Jalisco, Guerrero, México, San Luis Potosí, Guanajuato y Veracruz hasta Oaxaca.
Anida en una amplia gama de hábitats. Principalmente en crecimientos secundarios y claros, pero también bosques maduros y parques y zonas residenciales. Desde el nivel del mar hasta los 1830 m de altitud; anida en densos bosques maduros y de segundo crecimiento de coníferas, bosques caducifolios, matorrales ribereños, pantanos y praderas, tierras de labranza, bordes de pastos, huertos y patios urbanos, parques y jardines.

## Descripción
Es un colibrí pequeño, mide aproximadamente 8 cm, y tiene un pico largo y muy delgado. El macho adulto tiene pecho blanco, cara, dorso, laterales y cola rufa y un parche anaranjado-rojizo iridiscente en la garganta. Algunos machos tienen algo de verde en el dorso o en la corona.  Las partes inferiores de la hembra son verdes con algo de blanco, algunas plumas anaranjadas iridiscente en el centro de su garganta, y una cola oscura con extremos blancos y una base rufa. La hembra es apenas más grande que el macho. Las hembras y los machos con dorso verde son muy difíciles de diferenciar del colibrí de Allen. Este es un colibrí de dimensiones típicas, siendo un ave muy pequeña. Pesa de 2 a 5 g, mide de 7 a 9 cm de longitud y sus alas tienen una envargadura de unos 11 cm.
Se alimentan del néctar de las flores utilizando una larga lengua extensible o atrapan insectos. Estas aves necesitan alimentarse frecuentemente mientras permanecen activos durante el día y por la noche permanecen aletargados para conservar energía.

## Estado de conservación
El colibrí rufo ha sido precautoriamente calificado como casi amenazado por la Unión Internacional para la Conservación de la Naturaleza (IUCN) debido a que su población, estimada en 22 000 000 de individuos maduros, se presumen estar en decadencia moderadamente rápida, a pesar de que resulta complicado definir las amenazas.

## Sistemática

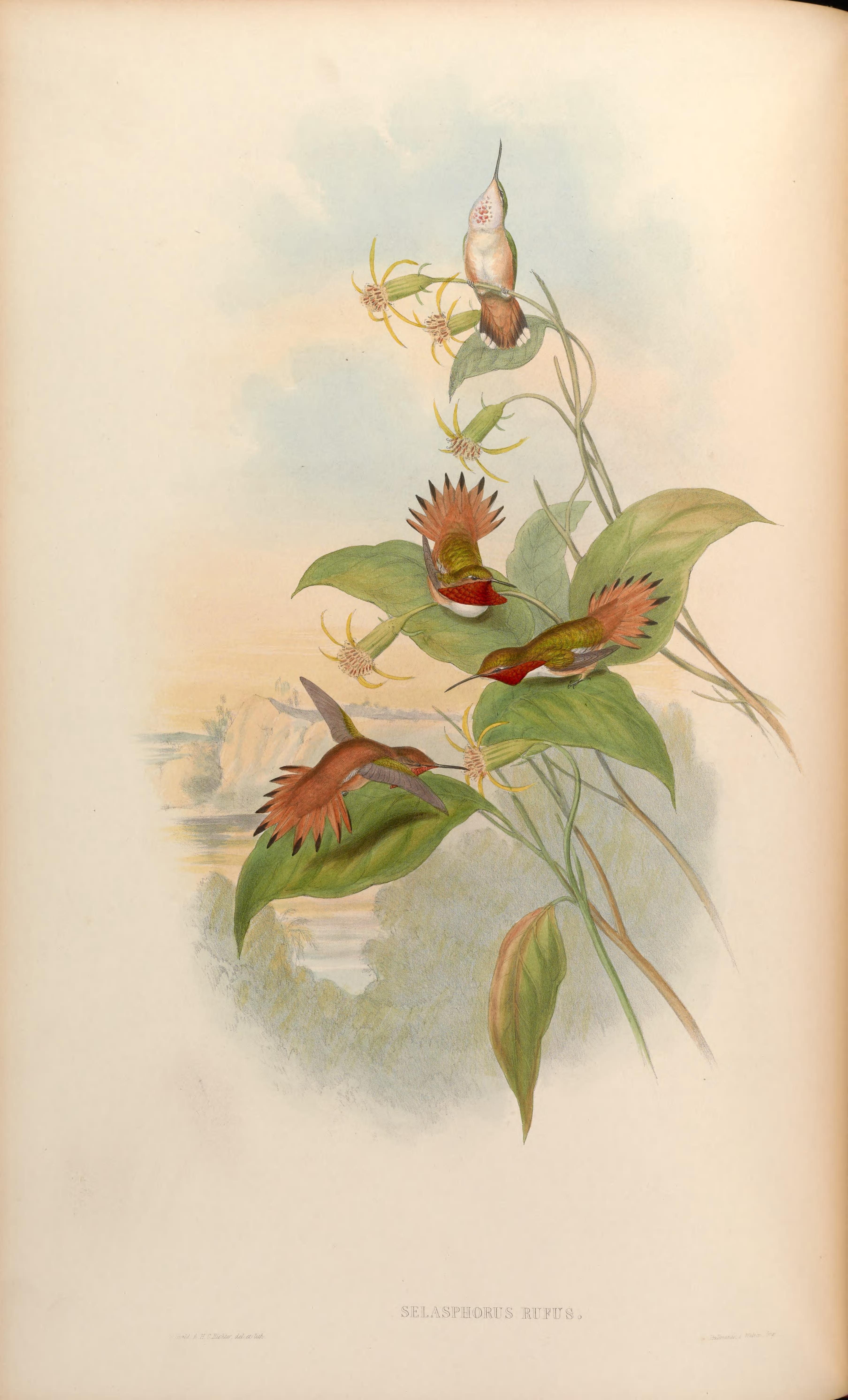
Selasphorus rufus, ilustración de Gould y Richter en A monograph of the Trochilidae, or family of humming-birds 3, 1861.

### Descripción original
La especie S. rufus fue descrita por primera vez por el naturalista alemán Johann Friedrich Gmelin en 1788 bajo el nombre científico Trochilus rufus; su localidad tipo es: «'In sinu Americae Natka'», es decir: «Nootka Sound, Vancouver Island.»

### Etimología
El nombre genérico masculino «Selasphorus» se compone de las palabras del griego «selas» que significa ‘luz, llama’, y «phoros» que significa ‘que lleva’; y el nombre de la especie «rufus», en latín significa ‘rojo, rojizo’.

### Taxonomía
Está muy próximamente relacionada con el colibrí de Allen (Selasphorus sasin). Es monotípica. Se han registrado híbridos con Archilochus colubris, Archilochus alexandri, Calypte anna, y dentro de su proprio género con S. sasin, S. Calliope y S. platycercus.